# Aresjaure
Aresjaure är en sjö i Sorsele kommun i Lappland och ingår i Umeälvens huvudavrinningsområde. Sjön har en area på 1,89 kvadratkilometer och ligger 426 meter över havet. Sjön avvattnas av vattendraget Storbäcken.

## Delavrinningsområde
Aresjaure ingår i det delavrinningsområde (728373-159068) som SMHI kallar för Utloppet av Aresjaure. Medelhöjden är 461 meter över havet och ytan är 30,66 kvadratkilometer. Det finns inga avrinningsområden uppströms utan avrinningsområdet är högsta punkten. Storbäcken som avvattnar avrinningsområdet har biflödesordning 4, vilket innebär att vattnet flödar genom totalt 4 vattendrag innan det når havet efter 311 kilometer. Avrinningsområdet består mestadels av skog (50 procent) och sankmarker (42 procent). Avrinningsområdet har 1,93 kvadratkilometer vattenytor vilket ger det en sjöprocent på 6,3 procent.